# Papa Bouba Diop
Papa Bouba Diop (født 28. januar 1978 i Dakar, død 29. november 2020) var en senegalesisk fodboldspiller, der spillede for Senegals fodboldlandshold. På klubplan repræsenterede han blandt andet Fulham, Portsmouth, West Ham og Birmingham i England.
Han scorede det eneste mål i kampen Frankrig-Senegal under VM i fodbold 2002.
Han døde den 29. november 2020 efter længere tids sygdom, han havde amyotrofisk lateral sklerose (ALS).